# فلاديمير خوزين
فلاديمير خوزين (بالروسية: Хозин, Владимир Вячеславович)‏ (3 يوليو 1989 بروستوف-نا-دونو في روسيا - ) هو لاعب كرة قدم روسي في مركز الدفاع. شارك مع منتخب روسيا الثاني لكرة القدم. أما مع النوادي، فقد لعب مع توربيدو موسكو وسبارتاك فلاديكافكاز ونادي روستوف ونادي كريليا سوفيتوف سامارا وأف سي موسكو ونادي أورال يكاترينبورغ.

## وصلات خارجية
- فلاديمير خوزين على موقع قاعدة بيانات كرة القدم.إي يو (الإنجليزية)
- فلاديمير خوزين على موقع Soccerway.com (الإنجليزية)